# Idaea virgata
Idaea virgata är en fjärilsart som beskrevs av Edward Alfred Cockayne 1950. Idaea virgata ingår i släktet Idaea och familjen mätare. Inga underarter finns listade i Catalogue of Life.